# Wesley Krotz
Wesley Krotz (* 31. August 1995 in Kapstadt) ist ein südafrikanischer Eishockeyspieler, der seit 2015 bei den Parry Sound Islanders in der kanadischen Juniorenliga GMHL spielt.

## Karriere
Wesley Krotz begann seine Karriere bei den Cape Town Rams in seiner Heimatstadt Kapstadt. 2011 wechselte er zum Lokalrivalen Cape Town Penguins, für den er bis 2013 spielte. Anschließend zog es ihn für ein Jahr zum Cape Town Storm. Anschließend kehrte er zu den Penguins zurück. Für alle drei Clubs spielte er in der Western Province Ice Hockey League. 2015 wagte er den Sprung nach Nordamerika, wo er seither bei den Parry Sound Islanders in der kanadischen Juniorenliga GMHL auf dem Eis steht.

### International
Krotz stand zunächst bei den Weltmeisterschaften der U18-Junioren 2011, 2012 und 2013 in der Division III für Südafrika auf dem Eis. Dabei wurde er sowohl 2011 als auch 2013 als bester Spieler seiner Mannschaft ausgezeichnet. Zudem nahm er an den U20-Weltmeisterschaften 2014 und 2015 ebenfalls in der Division III teil.
Mit der Herren-Nationalmannschaft nahm er an den Welttitelkämpfen der Division III 2013 in seiner Heimatstadt Kapstadt teil und stieg durch den Turniersieg dort mit den Springboks in die Division II auf. In der Division II spielte er bei den Weltmeisterschaften 2014 und 2015.

## Erfolge und Auszeichnungen
- 2013 Aufstieg in die Division II, Gruppe B, bei der Weltmeisterschaft der Division III